# یژورکی ماوه
یژورکی ماوه (به لاتین: Jeziorki Małe) یک روستا در لهستان است که در گمینا گووداپ واقع شده‌است. یژورکی ماوه ۳۰ نفر جمعیت دارد.